# Musica Florea
Musica Florea est un ensemble tchèque de musique baroque sur instruments anciens, fondé en 1992.

## Historique
L'ensemble Musica Florea a été fondé en 1992 par le violoncelliste et chef d'orchestre Marek Štryncl comme l'une des premières initiatives sérieuses en matière d'interprétation de la musique baroque sur instruments anciens en République tchèque.
Musica Florea se produit dans des festivals importants et collabore avec des solistes et des ensembles réputés tels que Magdalena Kožená, Philippe Jaroussky, Nancy Argenta, Véronique Gens, Les Pages et les Chantres du Centre de musique baroque de Versailles et Le Poème harmonique.

## Répertoire
Le répertoire de l'ensemble s'étend des débuts de la période baroque au XXe siècle et comprend de la musique de chambre, de la musique vocale profane et sacrée, des concertos pour orchestre, de la musique symphonique, des opéras et des oratorios.

## Distinctions
Au fil des années, l'ensemble Musica Florea a reçu plusieurs distinctions :
- 1994 : Diapason d'Or du magazine français Diapason pour l'enregistrement de la Missa Sanctissimae Trinitatis de Zelenka ;
- 1997 : prix Zlatá Harmonie (Golden Harmony)  pour le meilleur enregistrement tchèque de l'année (Arias de Bach avec Magdalena Kožená) ;
- 2003 : MIDEM Cannes Classical Award  pour l'enregistrement de Sub olea pacis et palma virtutis - Melodrama de Sancto Wenceslao de Zelenka ;
- 2009 : Prix du festival de Varaždin en Croatie pour la meilleure interprétation d'œuvres de Bach.

## Discographie
L'ensemble Musica Florea a réalisé des enregistrements pour le label Supraphon, Studio Matouš, K617 et quelques autres sur divers labels.
- 1994 : Missa Sanctissimae Trinitatis de Jan Dismas Zelenka
- 1996 : Vejvanovský, Rittler, Biber
- 1996 : Biber
- 1996 : Schmelzer
- 1996 : Concert-Arien de Johann Christoph Kridel (avec Anna Hlavenková)
- 1997 : Arias de Jean-Sébastien Bach (avec Magdalena Kožená)
- 2000 : Cithara nova de Josef Leopold Dukát
- 2000 : Magnificat et Cantate BWV 10 de Jean-Sébastien Bach  (avec le Regensburger Domspatzen)
- 2001 : Sub olea pacis et palma virtutis de Jan Dismas Zelenka (evec les ensembles Musica Aeterna, Ensemble Philidor et Boni Pueri)
- 2001 : Missa Inventionis Sanctae Crucis de J. C. F. Fischer
- 2002 : Vesperae Sancti Venceslai de Pavel Josef Vejvanovský
- 2003 : Bel Piacere - Baroque Arias (avec Simona Houda Šaturová)
- 2004 : Grands Motets de Lully (avec Les Pages et les Chantres du Centre de musique baroque de Versailles, direction Olivier Schneebeli)
- 2004 : Messiah de Haendel (avec le Regensburger Domspatzen)
- 2005 : Responsoria de Zelenka, Sinfonia, Sonatas de František Tůma (avec l'ensemble Boni Pueri)
- 2005 : Grands Motets de Charpentier (avec Les Pages et les Chantres du Centre de musique baroque de Versailles, direction Olivier Schneebeli)
- 2005 : Le Bourgeois Gentilhomme de Lully (avec Le Poème harmonique)
- 2005 : Un voyage au cœur des opéras de Jean-Baptiste Lully (avec Les Pages et les Chantres du Centre de musique baroque de Versailles, direction Olivier Schneebeli)
- 2006 : Grands concerts pour le forte-piano de Mozart : K. 271 et K. 414 - Paul Badura-Skoda, piano (4-6 septembre 2005, Arcana A 351) (OCLC 658593904)
- 2007 : Concertos Brandebourgeois de Jean-Sébastien Bach (Supraphon) (OCLC 743810009)
- 2008 : Grand Motets de Pierre Robert (avec Les Pages et les Chantres du Centre de musique baroque de Versailles, direction Olivier Schneebeli)
- 2009 : Symphonies 7 et 8 de Dvořák
- 2010(?) : Symphonie en ré majeur, op. 24 de Jan Václav Hugo Voříšek et Ouverture en ré majeur in 5/8, Symphonie en mi-bémol majeur, op. 41 d'Antonín Rejcha
- 2010 : Œuvres sacrées de Voříšek et Tomášek
- 2011 : Concertos II d'Antonín Reichenauer, avec Luise Haugk (basson), Jana Chytilová (violon), Marek Špelina (flute) et Marek Štryncl (violoncelle) (Supraphon, SU 4056-2, 2011)